# 和田静郎
和田 静郎（わだ しずお、1922年7月6日 - 2006年12月16日）は、「和田研究所」創設者。東京都足立区北千住出身。

## 概要
1922年（大正11年）「和田牧場」経営の長男として東京都足立区北千住に生まれる。麻布獣医専門学校（現在の麻布大学獣医学部）へ進み生理学、生態学を専攻。
第二次世界大戦には比島戦線に高級獣医官として従軍。終戦から10年後、自らの肥満を克服した体験をもとに「和田式健康法（フィギュアリング）」を開発。日本ではじめて体系的な痩身法を確立させた。
1957年（昭和32年）、この和田式健康法（フィギュアリング）を紹介することを目的とした美容研究団体「和田研究所」を発足。
1959年（昭和34年）から2年間にわたり、大阪よみうりテレビ「テレビとともにやせましょう」が放送され一大ブームに。横綱・栃錦関の復調を指導、ファイティング原田氏のウェイト減量を指導し、世界タイトル獲得に結び付けるなど劇的な仕事を行った。

## 経歴
和田は肥満に苦しんでいた1956年、食事や入浴方法など、自らの生活について克明に記録（いわゆる「レコーディングダイエット」の基礎）していたが、それをしているうちに、今までのダイエット方法とは違うやり方に気付き、
1. 食事をとり、お腹いっぱい食べられること
2. 健康的に痩せられること
3. ウェストや腕、太ももなど、いわゆる部分痩せで引き締めることができること

この3点を、和田自らの持つ生理学や畜産学の知識を生かした「和田式フィギュアリング」（別称に「和田式ダイエット」「ミス日本式ダイエット」など）というダイエット法として確立するようになった。
1957年（昭和32年）、この和田式フィギュアリングを紹介することを目的とした美容研究団体「和田研究所」を発足。これをより広めるきっかけとなったのは、1959年に大阪の讀賣テレビ放送にて放送されたテレビ体操の番組「テレビとともにやせましょう」で、これをきっかけに「日本のダイエットの祖」「美人づくりの草分け的存在」としてたたえられる。
また、この和田式フィギュアリングは、各界の著名人にも広く普及させており、香淳皇后、栃錦清隆、ファイティング原田らにも指導させている。
和田は、このダイエット運動法の開拓をきっかけに、「美しい女性に栄誉と実益を与えよう」と、1950年（昭和30年）と1952年（昭和32年）に2回開催され、その後中断していた、ミス日本コンテストを1967年に15年ぶりに再開することを決断。以後、和田が創始した和田研究所の社会福祉貢献活動（メセナ）の一環として取り組むようになっていった。受賞者には各種行事の来賓として招待されるだけでなく、和田式ダイエット法などの、これまで和田が培った美のノウハウを後世に伝え、受賞者自らが、様々な分野で活躍できるように応援していこうとする姿勢を整えている。
2006年（平成18年）12月16日、84歳没。没後、この「和田式フィギュアリング」などの美容法について数多くの特集がテレビなどで紹介され、改めて和田の業績を、歴史的側面から評価されるきっかけにもなった。
2015年（平成27年）、この和田の業績をたたえ、これまで公募のみで選出してきたミス日本に、この「美しい女性に栄誉と実益を与えよう」とするミス日本の理念にあう、各界で顕著な活躍を見せ、将来の期待を秘めた女性著名人に対して、特別にミス日本を贈呈する「和田静郎特別顕彰ミス日本」の表彰項目（推薦制。ミス日本の応募の有無にかかわらず選出される）が新設され、新体操日本代表の畠山愛理に第1号が贈られた。

## 略歴
- 1922年（大正11年） - 東京都足立区北千住にあった「和田牧場」の長男として誕生。和田家は日本で初めて低温殺菌牛乳を導入したパイオニア[1]。
- 1942年（昭和17年） - 麻布獣医専門学校（現在の麻布大学獣医学部）卒業。生き物の生理学を専攻[2]。
  - 太平洋戦争幹部候補生として陸軍獣医学校を経てフィリピン戦線第百師団輜重隊本部付・高級獣医官を任務[2]。
  - 戦時中の功績として水牛を軍用動物に利用して靴傷のために潰減的な痛手をこうむった作戦に一頭の事故もなく遂行した[2]。
- 1945年（昭和20年） - 終戦。牧場、牛乳・アイスクリーム工場の経営をはじめる[2]。
  - 当時の新聞、雑誌には「アイスクリームの寵児」と呼ばれて紹介された[2]。
- 1955年（昭和30年） - 肥満に悩んだ静郎はダイエットをはじめて20キロの減量に成功する[2]。
  - その実体験をもとに北里研究所附属病院院長の福住定吉博士に支えられ研究を続ける[2]。
- 1957年（昭和32年） - 千代田区末広町にあった大衆銭湯「栄湯」の脱衣所を間借りして指導教室をはじめる[2]。
  - 痩身法を体験してもらうには「広くて」「集まりやすくて」「軽い運動ができて」「屋内」という条件だった。静郎は銭湯の脱衣所で体操をしてから湯舟につかる入浴法を実践することを思いついた[2]。
  - 「栄湯」ビル3階に体操場を開設。同時に「和田研究所」を設立する[2]。
  - 「美しくすこやかな女性体格標準表」を作成（1962年、1963年に改訂）[2]
- 1959年（昭和34年） - 日本最初のダイエット番組「テレビとともにやせましょう」（毎週金曜日45分間）がよみうりテレビで放送スタート（～1963年3月）[2]
  - 静郎が指導すると肥満体の女性出演者がみるみる痩せていく姿に視聴者は魅了。知名度は全国区となった[2]。
- 1960年（昭和35年） - 「和田研究所」大阪教室が設立。通信教育で京都、鹿児島、静岡も開講[2]。
  - 宮内庁から香淳皇后様（昭和天皇の奥様）へ「和田式フィギュアリング」指導の依頼が入る。小川女官に伝授して間接的指導を行った。昭和天皇も関心をお示しになられた[2]。
  - 親戚の女優・木暮実千代が銀座で社交的に必要な文化的教養、マナー、美容など全般を教えるフィニッシングスクールを開講[2]。
  - 静郎は東京・大阪・北九州・北海道など日本各地へチャーミングスクール講師として和田式を指導しに行く[2]。
- 1962年（昭和37年） - ミス・スイスのエリアンヌ・モラトと出会い、美人づくりを分析。「正しい均整づくりとは？」を考える[2]。
  - 夏、スウェーデンの新聞社に美容体操講師として招待。その帰りにニース・モナコに立ち寄りルーレットの魅力にハマる[2]。
- 1963年（昭和38年） - 静郎の受講生の原田美弥子が「ミス・ワールド」日本代表に選出[2]。
  - 処女作「すらりと美しくなる本 世界の女性がうらやむ日本フィギュアリング法」を出版して大ベストセラーとなる[2]。
- 1964年（昭和39年） - 渋谷の東急文化会館裏の田中ビル4階へ「和田研究所」移転[2]。
  - ファイティング原田に食事指導[2]。
  - 4月16日、マカオへカジノ視察[2]。
  - 10月、「日本ルーレット研究会」設立[2]。
- 1965年（昭和40年） - 和田研究所体操教室にタレントの三國一朗が受講[2]。
- 1966年（昭和41年） - 第1回「日本ルーレット研究会」公式戦（11月30日）スタート[2]。
  - 静郎の受講生の小早志春美が「ミス・ワールド」日本代表に選出[2]。
  - 静郎の受講生の佐々木裕子が「ミス・インターナショナル」日本代表に選出[2]。
- 1967年（昭和42年） - 映画「入浴美容法の秘訣」を製作[2]。
  - 静郎の受講生の佐々木裕子が2年連続「ミス・インターナショナル」日本代表に選出[2]。
  - 「ミス日本」復活の話が持ち上がったとき「美人づくりの名士」と名を轟かせていた静郎が渦中の人となる。「ミス・ワールド」「ミス・インターナショナル」「ミス・ユニバース」など和田研究所の生徒が優勝・入賞を繰り返すなか静郎は「海外基準に適合する人を選ぶのではなく、自分らしい生き方を通じて沢山の幸せを開花するコンテスト」を願うようになる。「テレビとともにやせましょう」の縁で読売グループ[注釈 1]と繋がりがあり、大阪万博開催の成功と「日本らしい美しさ」を世界にアピールできる思いが重なった[2]。
- 1968年（昭和43年） - テレビ朝日「長谷川肇モーニングショーにて美容コーナーを担当する[2]。
  - 復活第1回大会「ミス日本」を開催。女性の社会進出を応援する意味を込めて「美しい女性に栄誉と実益」をスローガンに掲げる。日本の美を追求した新コンテストとして「外国語を話せなくてもいい」「身長152センチ以上」の審査基準。その模様はよみうりテレビ開局10周年記念番組として放送された[2]。
  - 第1回「全日本ルーレット選手権」を開催[2]。
- 1969年（昭和44年） - ニューヨーク・マンハッタンに「インターナショナル和田研究所」を設立[2]。
- 1973年（昭和48年） - 新宿にパンドラルーレット教室を開校。初代オーナーは静郎の次男の薫（当時19歳）。のちにアルバイトで来ていた優子と薫は1980年に結婚することになる[2]。
- 1980年（昭和55年） - 温水によって大腸洗浄を1人で行える医療用洗浄器「シャワラー」を開発、発売する[2]。
- 1985年（昭和60年） - 静郎の長男・浩太郎が日本航空123便墜落事故で死去[2]。
- 2008年（平成20年） - 他界（享年83歳）[2]

## 和田式フィギュアリング
1. 食事 1回の食事で、肉、魚、海藻、貝、野菜、豆、卵、乳製品、油脂の9種類を毎回の食事で登場させ、バランスよく、かつ、お腹いっぱいになるまで、ゆっくり噛んで食べる。そして食事の間隔を6時間以上開けるようにする[9]
2. 体操 週1度、10分程度だけ行う。全身だけでなく、気になるところの部分痩せもすることによって、インナーマッスルを鍛える[9]。
3. 入浴 週1度、45分間じっくりかけて入浴を行う。垢すりをし、ダイエットによる肌のたるみを抑え、古い角質を取り除いて、肌の新陳代謝を活発にしていく[10][9]
4. 仕事 生活にメリハリを整えて、きれいになりたいとする自覚を持つために、食事と食事の間に仕事をこなす。仕事には、オフィスワークや授業だけでなく、軽いスポーツや家事なども含まれる[9]。
5. 休息 筋肉や血液、細胞、肌の新陳代謝を整えるには、毎日きちんとした睡眠の時間を規則正しく取るようにして、痩せやすい体を作る[9]。

## 和田家
- 和田浩太郎（美容家、長男）ミス日本審査員。日本航空123便墜落事故で死去[注釈 2]
- 和田要子（美容体育研究家、浩太郎の妻）和田研究所指導者を経て独立。株式会社アッパー代表取締役社長[11]
- 和田薫（美容家、次男）一般社団法人ミス日本協会 会長[2]
- 和田優子（美容家、薫の妻）和田研究所長、ミス日本コンテスト大会委員長（1996年～2020年）[2]
- 和田健太郎（薫と優子の長男）ミス日本コンテスト事務局代表（2020年～現在）[2]
- 和田あい（薫と優子の長女）ミス日本コンテスト大会委員長（2020年～現在）[2]
- 木暮実千代（従姉弟）女優、本名は和田つま[1]
- 黒川鍾信（従甥）作家[1]

## 関連書籍

### 著書
- 「すらりと美しくなる本 世界の女性がうらやむ日本フィギュアリング法」（光文社 1963年刊行）
- 「すらりとぴったり本―世界の女性がうらやむ日本フィギュアリング法」（カッパ・ブックス 1963年1月1日刊行） ASIN B000JAHE3C
- 「和田式トレーニング美しいプロポーション : 若い人には美を中年の方には健康を」（日東書院 1967年刊行）
- 「整身術 : 積極的な健康管理」（文芸春秋 1967年刊行） ASIN B000JA6K46
- 「やせて強くなる法 : 健康な体をつくる現代の仙術」（徳間書店 1967年刊行）
- 「やせて美しくなる入浴 あなたもわずかな時間で若肌を!!」（日東書院 1967年8月刊行）
- 「ルーレット必勝法入門」（和田研究所出版部 1969年刊行） ASIN B000J93J64
- 「おなかいっぱい食べてやせる本 和田式九品目食事・献立365日」（日東書院 1970年刊行）
- 「美しいやせ方10週間 : アンチLL作戦の全貌」（池田書店 1971年刊行）
- 「おなかがやせて強くなる : 若返りの1分間体操」（白揚社 1971年刊行）
- 「若返りコース10週間 : 超ステイ・ヤングの技術」（池田書店 1972年刊行）
- 「ルーレット」（虹有社 1973年刊行）
- 「美しいプロポーション 若い人には美を中年の方には健康を!! 和田式トレーニング」（日東書院 1973年9月刊行）
- 「和田式フィギュアリングによる魅力的なプロポーション ～カセット・解説書～」（(株) ティー・ビー・エス・サービス 1981年8月1日再制作版）
- 「やせたい部分がやせる本 : テキスト付き・均整美をつくる体操と生活」（日本文芸社 1981年6月刊行）
- 「健康危機からの脱出 : 教祖和田静郎大いに語る」（IN通信社出版部 1983年4月刊行）
- 「シャワラー健康法」（東京タイムズ社出版局 1983年8月刊行）
- 「和田式美しくやせる10週間 : やせたい部分が確実にやせられる驚異の痩身法」（池田書店 1984年2月刊行） ISBN 4262120147
- 「管理職のための健愁法入門 : 若返りの秘訣」（弘済出版社 1985年7月刊行） ISBN 978-4330232850
- 「決定版!やせてスッキリ : 8万人-30年間信頼の実証」（文化創作出版 1986年4月刊行） ISBN 4938500655
- 「和田静郎健康革命 : 健愁法のすすめ」（ビジネス社 1989年3月刊行） ISBN 4828403779
- 「ルーレットの楽しみ方」（虹有社 1989年12月刊行） ISBN 4770900104
- 「この方法で8万人がやせた! : 30日で美しい体型に変えられる」（主婦と生活社 1990年8月刊行） ISBN 4391112663
- 「ビューティ・ダイエット : 10週間できれいにやせる」（池田書店 1991年7月刊行） ISBN 4262119068

### 監修
- 「食べてやせられる献立 : 和田式九品目の理論と実際」（主婦と生活社 今村知子 1973年刊行）
- 「美しいカラダをつくる : 和田式フィギュアリングのすべて」（日経BP企画 和田薫 1999年10月刊行） ISBN 4931466087

## 映画製作
- 「入浴美容法の秘訣」 - 1965年から1967年までの記録[2] ※ https://www.youtube.com/channel/UCzUqDRfc8Gvazj9UcKy9RlA